# San Lorenzo a Pagnatico
San Lorenzo a Pagnatico (già Pagnatico) è una località del comune italiano di Cascina, nella provincia di Pisa, in Toscana.

## Geografia fisica
San Lorenzo a Pagnatico è situata nella piana dell'Arno e si sviluppa a sud della strada statale 67 Tosco-Romagnola tra Pisa e Cascina. La località si trova inglobata nel tessuto della vasta area urbana di Pisa e confina senza soluzione di continuità con le frazioni di San Frediano a Settimo, San Prospero e San Giorgio a Bibbiano.
La località dista circa 5 km dal capoluogo comunale e poco più di 14 km da Pisa.

## Storia
La località è citata per la prima volta in un documento redatto dal vescovo di Pisa il 12 aprile 970. Qui erano situate ben tre chiese, oltre a quella di San Lorenzo, le chiese di San Pietro e di Sant'Ilario in Selva Longa, entrambe scomparse. La località contava 635 abitanti nel 1833.

## Monumenti e luoghi d'interesse

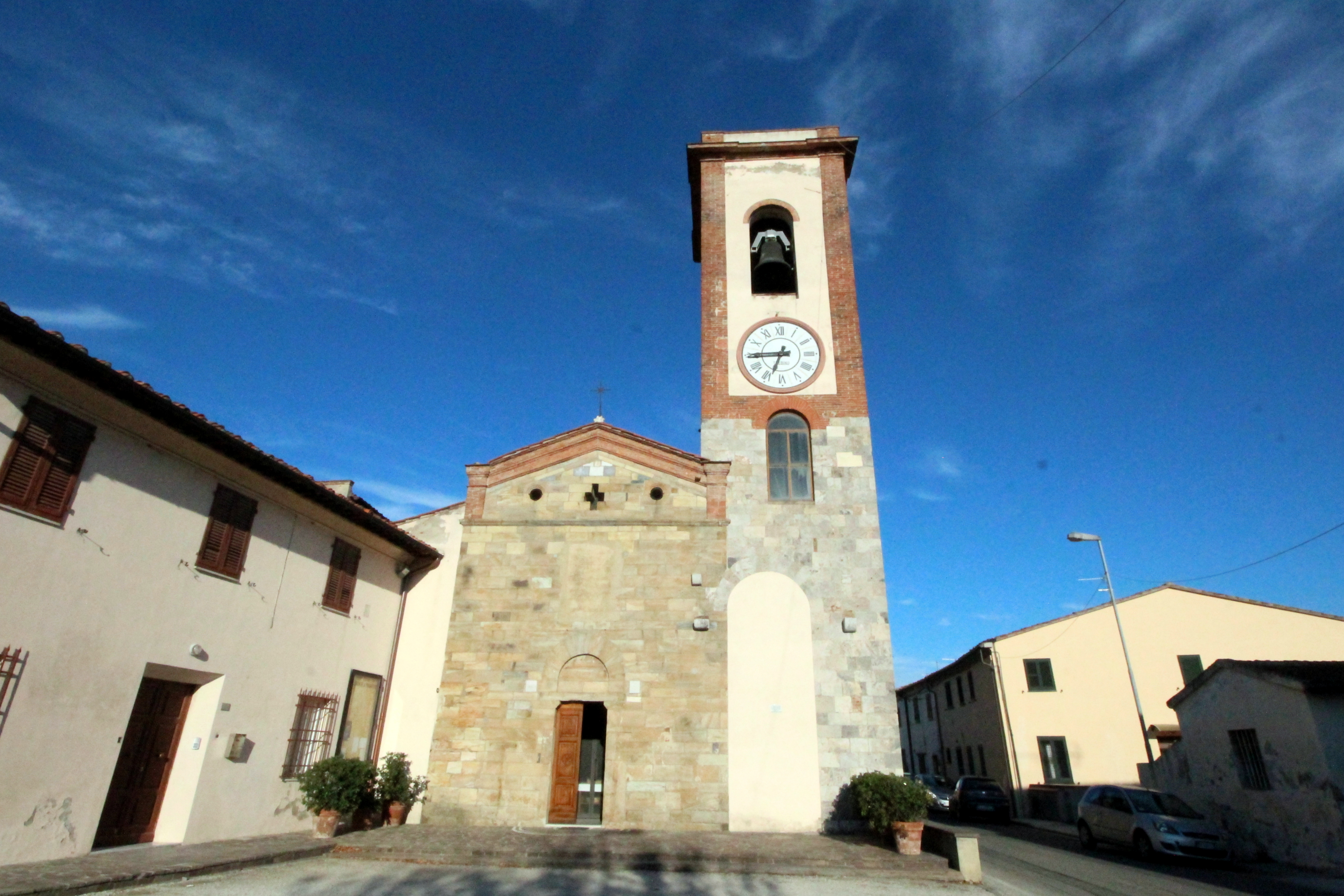
Chiesa di San Lorenzo

- Chiesa di San Lorenzo, chiesa parrocchiale della località, è ricordata nel 1132.[5] Si presenta nel tipico stile romanico pisano, edificata in pietra verrucana e con impianto a navata unica.[4] All'interno è conservato il dipinto Cristo in croce tra i santi Antonio, Andrea, Giovanni e Rocco risalente al XVI secolo.[5] Sul fianco destro svetta il campanile a pianta quadrata con torre dell'orologio.[4]